# Lyon County (Nevada)
Lyon County je okres na západě státu Nevada ve Spojených státech amerických. Žije zde přibližně 59 tisíc obyvatel. Správním sídlem okresu je město Yerington, přičemž v okrese se nachází ještě město Fernley. Celková rozloha okresu činí 5242 km². Založen byl roku 1861 a pojmenován byl podle Nathaniela Lyona, amerického generála z doby občanské války.
Okres hraničí na jihozápadě se státem Kalifornie.